# Anthrax repertus
Anthrax repertus är en tvåvingeart som beskrevs av Walker 1852. Anthrax repertus ingår i släktet Anthrax och familjen svävflugor. Inga underarter finns listade i Catalogue of Life.